# 和樂備神社
和樂備神社（わらびじんじゃ）は埼玉県蕨市にある神社である。新字体を用いて和楽備神社と表記されることが多い。蕨市の総鎮守として崇敬される。旧社格は村社。

## 祭神
- 主祭神
  - 誉田別尊
- 合祀祭神（カッコ内は合祀前に祭られていた神社）
  - 素盞嗚尊 （蕨宿中の宮、蕨宿下の宮）
  - 天照大神 （字宮田神明社、字鍛冶作神明社）
  - 木花咲耶姫命 （字宮田浅間社）
  - 天津児屋根命 （字鍛冶作春日社）
  - 猿田彦之命 （字鍛冶作道祖神社）
  - 大山咋命 （字仁中歩日枝社）
  - 大山祗命 （字前谷御嶽神社）
  - 蕨城主渋川公 （字宮田御守殿社）

## 歴史
創建から江戸時代までのことは、別当寺を務めた三学院末成就院が廃寺となったために明らかでない。社伝によれば、室町時代に足利将軍家一族の渋川氏が蕨城を築き、その守り神として八幡神を祭ったのが始まりとされる。一方、「世鏡伝記題臨書」によれば、永正8年（1511年）に鎌倉の住人、成田隼人正が祭ったとする。また、本殿に安置された神体（木造僧形八幡立像）の台座に天正11年（1583年）の文字が薄く残されている。
江戸時代に蕨宿が整備されると、「蕨八幡」「上の宮」と呼ばれ、中の宮（宮田 氷川社）、下の宮（荒井前 氷川社）と共に蕨宿三鎮守として重きをなした。
明治6年（1873年） - 村社八幡社に列格、国の管理を受ける。
明治末に神社合併という国策が打ち出され、蕨町においても町内各社を当社に合併することになったが、それぞれの集落民が納得するまでには、数年を要した。明治44年（1911年）12月15日、最後まで承服しなかった塚越稲荷神社を除いた18社を合祀した。合祀後の神社名に、祭神名（八幡神）を取ることは、各集落とも承服しない状況であった。土地名を冠することとなり、蕨一字では尊厳味がないので、岡田健次郎元町長の知人本居豊穎に依頼し、万葉仮名から取って、和樂備神社と命名した。そして、各合祭神社の建物・鳥居・敷石を移転したり、境内の拡張整備を行った。この時、八幡社の本殿は末社稲荷の社殿にまわし、丁張稲荷社の本殿を当社の本殿として移築した。これらの整備は大正末までかかった。
昭和39年（1964年） - 合祀55年を記念して、本殿の移築、幣殿と拝殿を新築する。旧拝殿は手水舎前に移築され神楽殿として使用した。
平成8年（1996年）- 社殿が不審火により焼失。翌平成9年（1997年）再建。
平成26年（2014年） - 合祀100周年記念事業として参集殿を建立。さらに、手水舎前の神楽殿を神輿殿に改築した。

## 境内
- 神輿殿
江戸末期に拝殿として建立。昭和39年（1964年）の拝殿新築により、当建物は手水舎前に移築し神楽殿になったが、倉庫にされていた。平成26年（2014年）に改築し、神輿殿として蘇った。

- 神池（御殿堀）
蕨城を囲む堀の一部であった。江戸時代になると、徳川家が隣接する蕨城址に鷹狩用の御殿を建て、この堀は御殿堀と呼ぶようになった。

- 乃木希典の銅像
日露戦争従軍の蕨町老兵会の人々によって、昭和11年（1936年）蕨市立北小学校の校庭に建立された。終戦後、軍国主義の象徴であるから校庭に置くのは不適当ということになり、昭和32年（1957年）に当社の境内に移設される。

- 戦争記念碑
社殿裏に建立されている。これは当社が町の中心にあり、境内の敷地も広かったことから、自然に境内に建設するようになった。終戦後、進駐軍が上陸してくると、軍事関係のものがあると大変なことになるというので、役場や学校にあった忠魂碑は慌てて埋めたり、取り壊してしまった。蕨の場合、神社の境内にあって、誰も気づく者もなくそのまま存置された。県下でも珍しいものである。
  - 忠魂碑
西南戦争と日露戦争の戦死者の名が刻されている。
  - 日清戦役凱旋記念碑
日清戦争の従軍者の名が刻されている。戦死者は無し。
  - 日露戦役記念碑
日露戦争の従軍者及び戦死者の名が刻されている。
  - 昭和の慰霊の像
昭和43年（1968年）に太平洋戦争戦死者の慰霊のために建立。

- 木遣塚
蕨鳶消防組の活動を記念して建てられた。

## 摂末社
- 稲荷社本殿
  - 祭神：倉稲魂命

当社の前身である八幡社本殿を末社稲荷社本殿として、移築したものである。一間社流造で、屋根はこけら葺形銅板葺である。17世紀末から18世紀初めの建立と推定される。塚越稲荷神社本殿と絵様繰形が似ており、相前後する建築と思われる。蕨市指定文化財。

- 天神社本殿
  - 祭神：菅原道真公

宮田の天神社（現在の中央5丁目）の本殿を、末社天神社本殿として移築したものである。一間社流造で、屋根はこけら葺形銅板葺で、もとは彩色されていた。17世紀初めの建立と推定される。蕨市指定文化財。

- 鐡山大権現
  - 祭神：不詳

丁張稲荷神社境内にあったものを、明治44年の合祀の際に当社に移設。

- 第六天社
  - 祭神：面足命・惶根命

- 弁天社
  - 祭神：市杵嶋姫命

- 建築三神の碑
建築の神様、手置帆負命（ておきほおいのみこと）、八意思兼命（やごころおもいかねのみこと）、彦狭知命（ひこさしりのみこと）を祭ったものである。通常は聖徳太子を祭るが、当社では珍しいこの三神である。毎年建設関係者が集まり祭礼する。

- 榛名神社納札所
榛名山に鎮座する榛名神社の分社。大正14年（1925年）に塚越一番地（現在の中央2-17-13）に建立。永禄10年（1567年）に渋川氏は三船山合戦で里見氏に敗れて戦死し、その死を悲しんだ夫人も榛名湖に入水したといわれている。入水した夫人は竜神となり、榛名神社に雨乞いに行くと雨が降るという伝説が生まれた。塚越村では有志が榛名神社の雨乞い信仰として毎年4月に代参し、お札を授かり、この納札所に納めて五穀豊穣を祈願した。時代の推移と共に田んぼも無くなり、昭和43年（1968年）の区画整理でこの納札所も片付けられ、当社に移設された。

- 富士浅間神社・小御岳神社
かつて蕨市役所の敷地に富士山を模倣した人工の山（富士塚）が築かれ、一合目、二合目、三合目と、ぐるぐる回って登って行くと頂上に浅間神社があった。これは仲上町の鎮守であった。小御岳神社はその中腹に祭られた神社である。明治44年の合祀により当社に移設。大正時代になると、富士塚の土は当社前庭の池の埋め立てに使われ、撤去された。

- 御嶽講碑
木曾御岳三山「御嶽山」「八海山」「三笠山」の信仰碑。

- 津島牛頭天王（つしまごずてんのう）
蕨宿の市神として祭られていた。元は須賀町の中山道西側（現在の錦町1丁目）にあった。江戸時代、30坪ほどの土地と8坪位の社殿があったが、損傷が激しくなったので取り壊しになった。合祀の際、下の宮（氷川社）の末社ということで当社に移転されて来た。

- 御主殿社
祭神は渋川公とされる。明治44年に当社に合祀されたが、その石祠は蕨城址公園に現存する。

- 母子観音像
神池の畔に建つ。昭和42年（1967年）5月30日に神社に遊びに来ていた母子3人が暴漢に襲われ殺傷された。2度とこの様なことが起こってはならないと、守り神として母子観音を祀った。昭和45年（1969年）には池を半分に縮小して管理が行き届くようにした。

- 菓祖神
田道間守命（たじまもりのみこと）を祭る。蕨は江戸時代から、和菓子・煎餅等を製造販売する商店が多かった。昭和43年（1968年）蕨菓子商組合の人々が建立し、商売繁盛を祈願している。

## 主な祭事
- 節分祭（2月3日）
- 夏越しの大祓（6月30日)
茅の輪くぐり
- 例祭（10月15日）
八幡神の祭礼日（8月15日）と合祀の日（12月15日）の中間をとってこの日に定めた。
- 神輿祭（10月中旬）
- おかめ市（12月17日）

## 文化財
- 木造八幡騎馬像（もくぞうはちまんきばぞう）
当社の前身である八幡社のご神体。現在この像が、和樂備神社のご神体である。一般公開はされていない。蕨市指定文化財。

- 木造僧形八幡立像（もくぞうそうぎょうはちまんりつぞう）
当社の前身である八幡社のご神体。天正11年（1583年）作。蕨市立歴史民俗資料館で複製品が展示されている。蕨市指定文化財。

- 宝篋印塔（ほうきょういんとう）
安山岩製の宝篋印塔で、享和元年（1801年）に蕨宿三鎮守の敷石供養のため、造立された。明治初年頃まで、八幡社の別当寺に当たる成就院にあった。同院廃寺により当社に移設された。蕨市指定文化財。

- 手水舎の水盤
安山岩製の大型の水盤で、四隅が入隅式となっている。造立の時期は江戸初期とされる。背面に銘文が陰刻されていたが、削られており、一部しか判読できない。大正11年（1922年）頃、岡田健次郎元町長が、東京上野で豆腐屋の水槽として使っていたものを譲り受けて蕨まで運んだものである。この豆腐屋の店先に来る前は、上野の寛永寺にあったものだと町長は話していた。昭和27年（1952年）頃に手水舎の水盤として使われるようになる。その後、石造美術研究家嘉津山清から以下の鑑定を得た。2メートル近い大型水盤は江戸時代でも珍しく、それも初期にほぼ限られ、大名家墓所や格式ある社寺に見られる程度である。さらに入隅式の作例は非常に少なく、徳川家に関係するものが殆どであるという。蕨市指定文化財。

## 現地情報
所在地
- 埼玉県蕨市中央4丁目20-9

交通アクセス
- JR東日本 京浜東北線 蕨駅 徒歩約12分

周辺
- 蕨城址公園 - 境内に隣接。